# Microperoryctes papuensis
Microperoryctes papuensis е вид бозайник от семейство Бандикути (Peramelidae).

## Разпространение
Видът е разпространен в Папуа Нова Гвинея.